# Beernem
Beernem és un municipi belga de la província de Flandes Occidental a la regió de Flandes.

## Seccions
| #       | Nom                        | Superfície (km²) | Població (2006) |
| ------- | -------------------------- | ---------------- | --------------- |
| I       | Beernem                    | 27,91            | 7.051           |
| II (IV) | Oedelem - Oedelem Oostveld | 37,31            | 5.798           |
| III     | Sint-Joris                 | 6,45             | 1.794           |

## Localització

Mapa de Beernem

- a. Ruiselede
- b. Wingene i Wildenburg
- c. Hertsberge (Oostkamp)
- d. Oostkamp i Moerbrugge
- e. Assebroek (Bruges)
- f. Sint-Kruis (Bruges)
- g. Sijsele (Damme)
- h. Maldegem (Maldegem)
- i. Knesselare (Knesselare)
- j. Aalter i Maria-Aalter